# Braunfelsia enervis
Braunfelsia enervis är en bladmossart som beskrevs av Jean Édouard Gabriel Narcisse Paris 1894. Braunfelsia enervis ingår i släktet Braunfelsia och familjen Dicranaceae. Inga underarter finns listade i Catalogue of Life.